# Tensor deformação
O tensor deformação ou tensor de deformações é um tensor simétrico usado em mecânica de meios contínuos e mecânica de sólidos deformáveis para caracterizar a alteração de forma e volume de um corpo. Em três dimensões um tensor (de ordem dois) de deformação. Este tensor também é conhecido com tensor de deformação Green-Lagrange. Podemos calcular as deformações através da variação do
comprimento de um elemento de linha arbitrário {\displaystyle ds} (na configuração deformada)
com relação a {\displaystyle ds_{0}} (na configuração indeformada). A mudança de tal elemento de
linha pode ser interpretada como um mapeamento da posição final pela posição
inicial expressa por meio de gradientes, ou seja, através de uma matriz
jacobiana 3x3(caso tridimensional). Essa matriz é representada, como:
{\displaystyle ds={\begin{bmatrix}dx\\dy\\dz\end{bmatrix}}=J_{F}(x,y,z).{\overrightarrow {ds_{0}}}}
O quadrado do comprimento euclidiano do
diferencial de linha {\displaystyle ds} é dado por:
{\displaystyle ||{\overrightarrow {ds_{0}}}||^{2}={\overrightarrow {ds^{\intercal }}}.ds=dx^{2}+dy^{2}+dz^{2}={\overrightarrow {ds_{0}^{\intercal }}}.J_{F}(x,y,z)^{\intercal }.J_{F}(x,y,z).{\overrightarrow {ds_{0}}}}
A metade da diferença entre os
comprimentos final e inicial é dado por:
{\displaystyle {\frac {1}{2}}({\overrightarrow {ds}}.{\overrightarrow {ds_{0}}})={\overrightarrow {ds_{0}^{\intercal }}}.{\frac {1}{2}}.(J_{F}(x,y,z)^{\intercal }.J_{F}(x,y,z)-I).{\overrightarrow {ds_{0}}}}
Onde I é a matriz identidade. Define-se,
portanto,  o tensor de Green-Lagrange como
uma relação entre comprimentos de linha, de modo que teremos:
{\displaystyle \mathbf {\varepsilon } ={\frac {1}{2}}.(J_{F}(x,y,z)^{\intercal }.J_{F}(x,y,z)-\mathbf {I} )}
Podemos, também, descrever nosso tensor em função do campo
de deslocamento, sendo essa forma mais utilizada. Dado que a matriz jacobiana
pode ser escrita em função dos deslocamentos tem-se
{\displaystyle J_{F}(x,y,z)=({\vec {\nabla }}{\overrightarrow {p'}}^{\intercal })^{\intercal }.({\begin{bmatrix}{\frac {\partial }{\partial x_{0}}}\\{\frac {\partial }{\partial y_{0}}}\\{\frac {\partial }{\partial z_{0}}}\end{bmatrix}}.{\begin{bmatrix}x&y&z\end{bmatrix}})^{\intercal }}
Pela
definição de campos de deslocamento, podemos modificar a expressão anterior
para:
{\displaystyle J_{F}(x,y,z)=({\vec {\nabla }}{\overrightarrow {p'}}^{\intercal })^{\intercal }=({\vec {\nabla }}({\overrightarrow {d}}.{\overrightarrow {p}}))^{\intercal }=({\vec {\nabla }}{\overrightarrow {d}}^{\intercal })^{\intercal }+\mathbf {I} }
Ao inserirmos no tensor de deslocamentos
de Green-Lagrange, obtém-se:
{\displaystyle \mathbf {\varepsilon } ={\frac {1}{2}}(({\vec {\nabla }}{\overrightarrow {d}}^{\intercal })^{\intercal }+{\vec {\nabla }}{\overrightarrow {d}}^{\intercal }+({\vec {\nabla }}{\overrightarrow {d}}^{\intercal })^{\intercal }.{\vec {\nabla }}{\overrightarrow {d}}^{\intercal })}
Podemos simplificar nosso sistema determinando que as derivadas do deslocamento são suficientemente pequenas para que seus produtos sejam desconsiderados. Isso equivale a dizer que os deslocamentos são infinitesimais, ou seja as configurações iniciais e finais se confundem. Chamamos essa simplificação de hopótese dos pequenos deslocamentos. Sendo assim, podemos escrever nossa expressão na forma:
{\displaystyle \mathbf {\varepsilon } ={\begin{pmatrix}\varepsilon _{11}&\varepsilon _{12}&\varepsilon _{13}\\\varepsilon _{21}&\varepsilon _{22}&\varepsilon _{23}\\\varepsilon _{31}&\varepsilon _{32}&\varepsilon _{33}\end{pmatrix}}}
Onde cada um dos componentes do tensor anterior é uma função cujo domínio é o conjunto de pontos do corpo cuja deformação pretende caracterizar-se. O tensor de deformações está relacionado com o tensor de tensões mediante as equações de Hooke generalizadas, que são relações do tipo termodinâmico ou equações constitutivas para o material do qual é feito o corpo.
Tendo-se em conta que estes componentes εij) em geral variam de ponto a ponto do corpo e portanto a deformação de corpos tridimensionais é representada por um campo tensorial.